# Daysy
Daisy Berthenet, dite DAYSY, est une autrice-compositrice-interprète française.
Chantant en anglais puis en français, elle développe une musique pop pouvant être qualifiée d'urbaine ou contemporaine.

## Biographie

### Enfance, jeunesse et premier groupe de musique
Née d'un père trompettiste et d'une mère chanteuse, Daisy Berthenet vit une enfance mélomane. À l'âge de neuf ans, elle écrit ses premiers textes, début d'une passion pour la Française.
Au lycée, elle rencontre Léo Chatelier, compositeur-guitariste, avec qui la Caennaise fonde le groupe Patchamama. Ce dernier, axé musiques du monde, fonctionne bien et se produit plusieurs centaines de fois en quelques années, de la rue jusqu'aux scènes de festivals,.

### Carrière en duo
En 2012, la Normande crée un autre groupe, Daisy, en duo seul avec Léo Chatelier,.
En décembre 2014, la paire sort son premier EP financé grâce à une campagne de financement participatif sur Ulule. Composé de 6 titres, le duo intimiste y développe une pop pouvant être qualifiée d'électro,.
Ils se font remarquer au fil de leurs différentes prestations sur scènes et dans divers festivals, comme le festival Art Sonic, avec à la clé une sélection à l'audition régionale des iNOUïS du Printemps de Bourges ou encore en remportant la 8e édition de Booster, un dispositif de la Région Normandie et du Réseau des Musiques Actuelles en Normandie.
Par la suite, produit et édité par Isabelle Vaudey, manager de Vianney, le duo continue de performer sur de nombreuses scènes, notamment au festival Musilac, et assure les premières parties d'artistes connus à l'instar de Mika. À la mi-décembre 2018, ils se produisent dans Taratata sous leur nouveau nom Daysy, une évolution orthographique du précédent,.
Début 2019, le duo livre un nouveau single, Don't be sad. En suivant sort une autre chanson, Mama Told Me, qui connaît un certain succès,. En septembre, ils sortent leur premier album, Better Things Are Coming,. Composé de 14 titres majoritairement en anglais, il est qualifié de « révélation de la rentrée » par Aujourd'hui en France.

### Carrière solo
Après la pandémie de Covid-19, elle se lance en solo en conservant le nom de scène Daysy, tandis que Léo est devenu son producteur au moyen du label Duchess. Son premier titre est Du like, dont le clip mis en ligne sur YouTube affiche près de 400 000 vues en quelques jours.
En 2022, Daysy collabore avec l'auteur-compositeur-interprète Joseph Kamel, et sortent ensemble le titre Vieux.
Au printemps 2023, la chanteuse à la longue chevelure publie la chanson La donne.
Fin 2023, elle sort un EP de 5 titres, Comme je suis, porté par Tara, chanson hommage à Tara Fares, une mannequin irakienne assassinée à Bagdad en 2018,. Ce titre est un succès populaire avec plus d'un million d'écoutes comptabilisé sur Spotify en un semestre.
Aux côtés de Joseph Kamel à nouveau, Daysy écrit le tube Ceux qu'on était de Pierre Garnier, chanson sortie en février 2024 et certifiée single de diamant en mai, puis se voit récompenser du NRJ Music Award de la chanson francophone de l'année 2024 et de la Victoire de la chanson originale 2025. Ceux qu'on était fait partie des 14 titres du premier album du chanteur Chaque seconde sorti en juin, dans lequel Daysy a participé à l'écriture de la plupart des chansons.
En septembre 2024 est publié Nouveau départ, un single où elle parle de la fin d'une relation amoureuse.
En janvier 2025, Daysy sort un EP nommé Tout dire, dont une des chansons parle de l'histoire personnelle de la chanteuse avec son père. À partir de ce même mois, elle assure la première partie de nombreuses dates de la tournée « Chaque Seconde Tour » de Pierre Garnier.
En association avec Joseph Kamel encore, elle écrit l'hymne des Enfoirés 2025 intitulée Le monde demain,.

## Caractéristiques vocales
En 2017, France info estime que Daysy a une « voix chaude et envoûtante ».
Deux ans plus tard, Aujourd'hui en France qualifie la voix de Daysy d'« impressionnante », et Ouest-France écrit que Daysy possède une « voix puissante » qui « tisse des mélodies complexes et emplies d'inflexions ».